# 헨리 리 루커스
헨리 리 루커스(Henry Lee Lucas, 1936년 8월 23일 ~ 2001년 3월 13일)는 미국의 연쇄 살인범이다. 미국 17개 주에서 100명 이상을 살해하였다고 알려져 있다. 유명한 연쇄 살인범 중 한명이며, 토머스 해리스의 작품에 등장하는 연쇄 살인범 한니발 렉터의 모델 중 한명이다.
루커스는 텍사스주에서 신원미상의 여자를 살해한 혐의로 사형 선고를 받았지만, 살인 사건이 발생한 날짜에 그가 플로리다주에 있었을 가능성이 있다는 증거를 기초로 종신형으로 감형되었다.